# Šatovník žlutoocasý
Šatovník žlutoocasý (Drepanis pacifica) je vyhynulý druh havajského šatovníka. Tento endemický druh Havajských ostrovů vyhynul kvůli ztrátě přirozeného prostředí, způsobené lidskou činností, a nadměrnému lovu.

## Popis

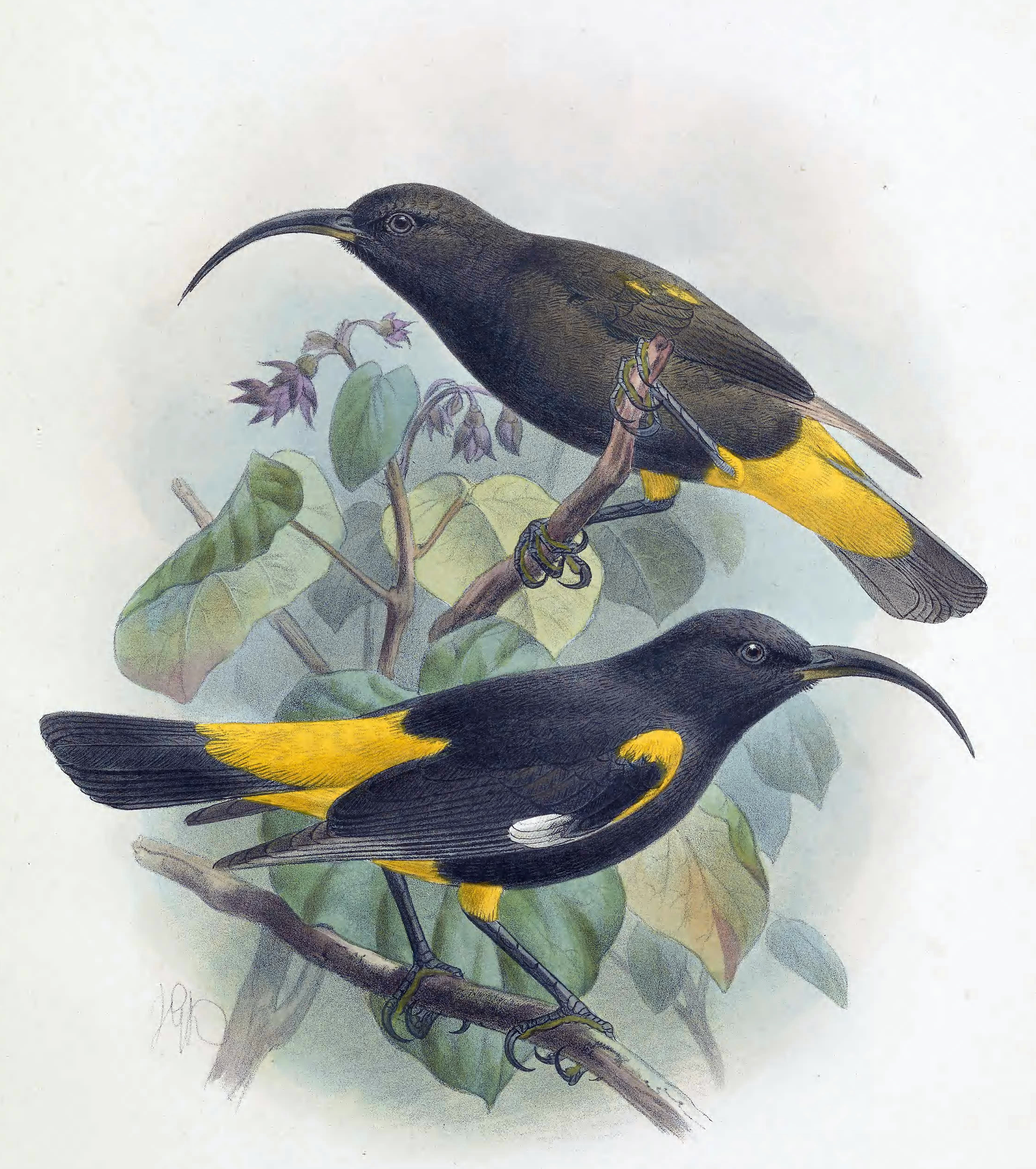
Dva šatovníci žlutoocasí

Průměrná velikost tohoto ptáka činila 23 cm. Byl většinou černý, s jasně žlutým peřím na zádech a holeni běháků a s bílou skvrnou na křídlech. Měl malé, černé oči a asi 7,5 cm dlouhý, dolů zahnutý tmavý zobák. Mladí jedinci mohli mít zobák světlejší. Tento plachý druh žil v lesích a živil se nektarem z trubkových květů lobelek. Ozýval se dlouhým tesklivým pískáním.

## V havajské kultuře
Šatovník byl před příchodem Evropanů jedním z nejvíce ceněných ptáků v havajské společnosti. Jeho žluté peří se využívalo k výrobě oděvů a pokrývek hlavy pro vladaře.
Odhaduje se, že  k výrobě proslulého žlutého pláště krále Kamehamehy I. bylo potřeba peří z 80 000 ptáků.  Lov ptáků pro jejich peří přispěl k významnému snížení počtu žijících jedinců tohoto živočišného  druhu.

Obyvatelé Havajských ostrovů chytali ptáky tak, že z mízy santalovníku a chlebovníku vyrobili lep, jímž pomazali okolí květu lobelky. A zatímco hladový šatovník pil nektar, jeho nohy uvízly v lepu.

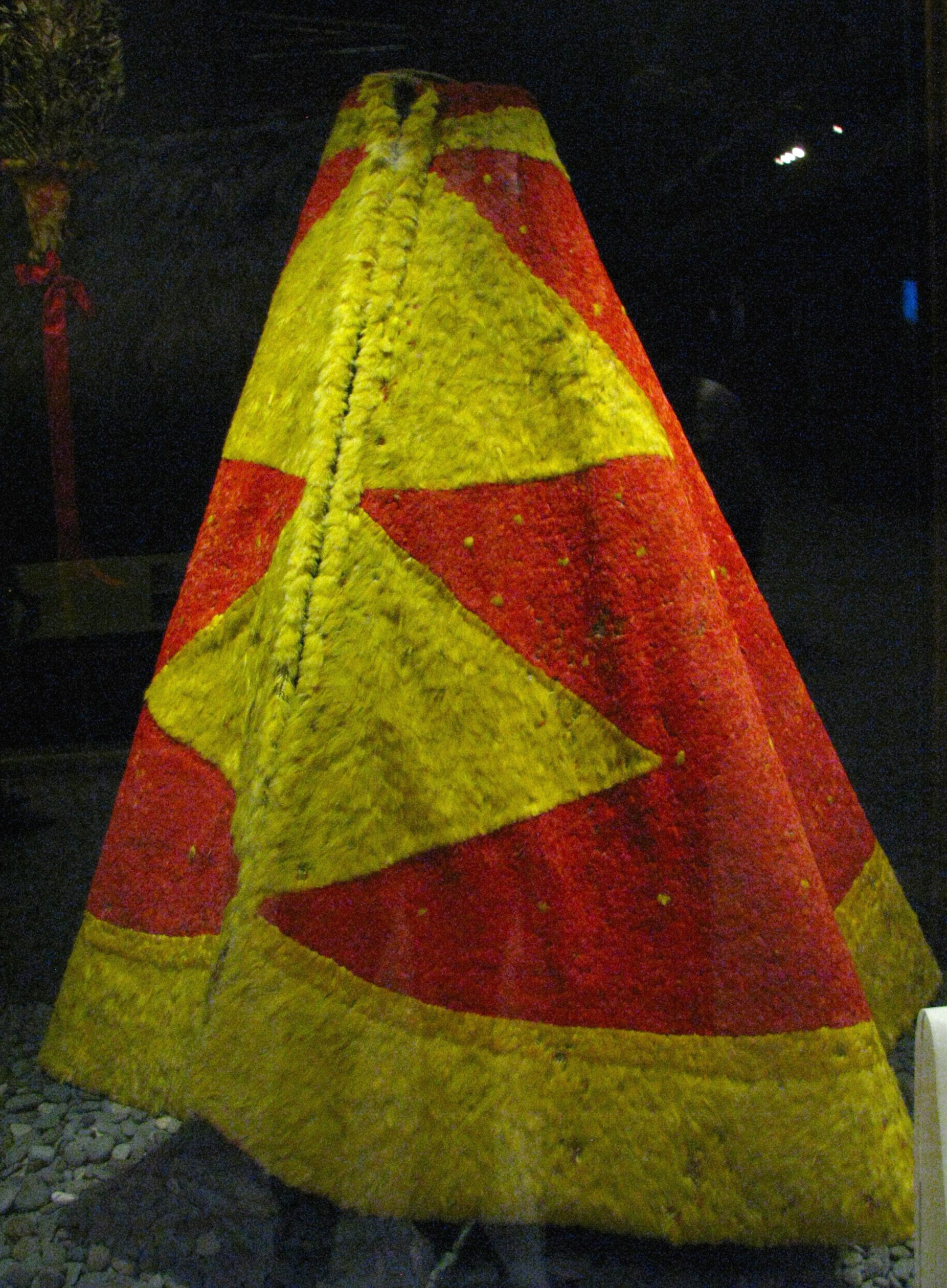
Zlatý plášť Kamehamy I.

Někteří badatelé tvrdí, že domorodci drželi šatovníky po oškubání jako drůbež a jako domácí ptáky.[zdroj?]  Podle jiných byli prý ptáci propouštěni. I kdyby však byli ptáci po oškubání propuštěni, byli by v šoku a hrozilo by jim zranění.[zdroj?]  Nicméně havajští ptáci jsou relativně krotcí a nemají strach, jsou-li chyceni, takže mohli polapení a oškubání přežít lépe než většina ostatních ptáků.

## Dopad činnosti osadníků
V procesu rozšiřování zemědělských ploch pro pěstování užitkových plodin a pro chov dobytka měnili evropští osadníci necitlivě životní prostředí šatovníků, což ohrožovalo jejich zdroje potravy. Dobytek se mnohdy volně pohyboval po lesích a ničil tak jejich původní ekosystém. Přestože se na to přišlo poměrně brzy, začali šatovníci rychle mizet. Jedince, kteří mohli přežít devastaci svého přirozeného biotopu, zřejmě zabily neštovice ptáků.
Šatovníci žlutoocasí byli vysoce ceněni i mezi evropskými a americkými sběrateli. 
Mnoho exemplářů tohoto ptáka se nachází v amerických a evropských přírodovědných muzeích. Zdá se, že tento druh zmizel z přírody v roce 1899, ale zprávy o jeho výskytu se objevovaly ještě několik dalších let. Poslední potvrzené pozorování proběhlo v červenci 1898 v blízkosti Kaumany na ostrově Havaj. Učinil je sběratel Henry W. Henshaw, který, jak napsal australský ekolog Tim Flannery  ve své knize A Gap In Nature, postřelil ptáka, jehož pronásledoval, ten mu však utekl.